# واد اليان (واد اليان)
واد اليان هو دُوَّار يقع بجماعة القصر الصغير، إقليم الفحص أنجرة، جهة طنجة تطوان الحسيمة في المملكة المغربية. ينتمي الدوّار لمشيخة واد اليان التي تضم 5 دواوير. يقدر عدد سكانه بـ 629 نسمة حسب الإحصاء الرسمي للسكان والسكنى لسنة 2004.

## روابط خارجية
- البوابة الوطنية للجماعات الترابية
- المندوبية السامية للتخطيط